# Phố cổ Kraków

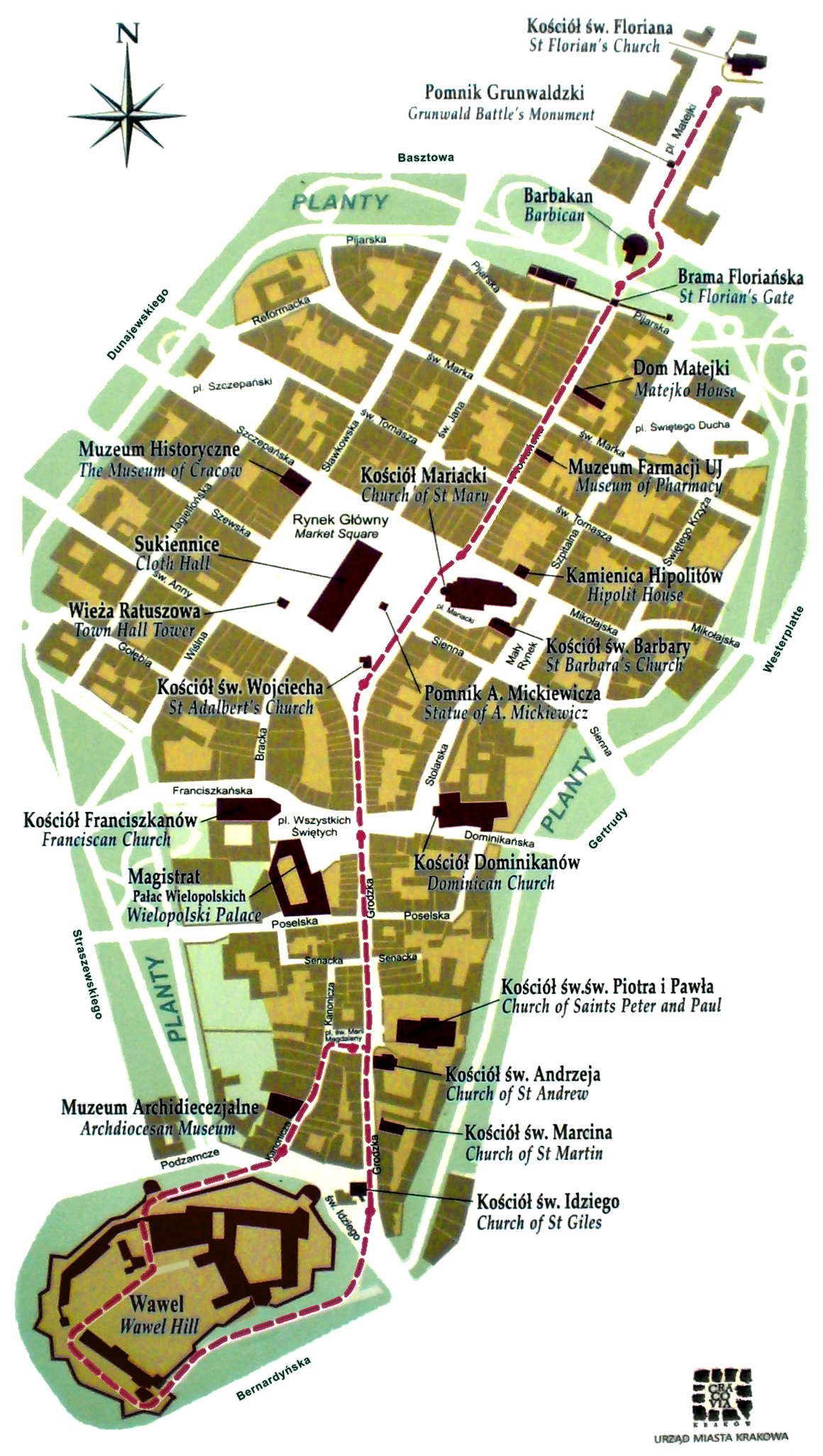
Bản đồ Phố cổ Kraków cùng với Con đường Hoàng gia, Kraków nét đứt đỏ.

Phố cổ Kraków là khu vực trung tâm lịch sử của Kraków, Ba Lan. Đây là một trong những huyện lịch sử nổi tiếng nhất ở Ba Lan ngày nay và là trung tâm của đời sống chính trị của Ba Lan từ năm 1038 cho đến khi vua Zygmunt III Waza chuyển triều đình của mình về Warszawa vào năm 1596.
Toàn bộ trung tâm thị trấn thời Trung Cổ là một trong những địa điểm đầu tiên được UNESCO đưa vào Danh sách Di sản thế giới với tên gọi Trung tâm lịch sử Kraków trong kỳ họp thứ nhì vào năm 1978. Khu phố cổ cũng là một trong những Di tích Lịch sử Quốc gia của Ba Lan được công nhận ngay trong đợt đầu tiên vào năm 1994 và được giám sát bởi Ủy ban Di sản Quốc gia.
Khu phố cổ trong tiếng Ba Lan được biết đến là Stare Miasto. Nó là một phần của khu hành chính đầu tiên của thành phố, cũng được gọi là Stare Miasto, mặc dù khu vực này có diện tích rộng hơn khu phố cổ.
Thời Trung Cổ, Kraków được bao quanh bởi một bức tường phòng thủ hoàn chỉnh dài 1,9 dặm (3 km) với 46 tháp canh và 7 cổng chính. Các công sự xung quanh thị trấn cổ được dựng lên trong suốt hai thế kỷ. Các phương án kiến trúc của Stare Miasto - thị trấn thương mại thế kỷ 13 được soạn thảo trong năm 1257 sau cuộc xâm lược của người Tatar năm 1241 trước khi bị đẩy lui năm 1287. Trong khu vực lịch sử có Rynek Główny hay còn được gọi là Quảng trường chính là khu vực trung tâm thị trấn thời Trung Cổ lớn hơn bất cứ thành phố châu Âu thời Trung Cổ nào khác. Một số địa danh lịch sử lân cận bao gồm Vương cung thánh đường Thánh Maria (Kościół Mariacki), Nhà thờ Thánh Adalbert, Nhà thờ Thánh Barbara cũng như nhiều Bảo vật quốc gia khác. Tại trung tâm của quảng trường được bao quanh bởi những nhà hàng và nhà ở thượng lưu (Szlachta) là Hội trường vải Kraków có từ thời Phục hưng hiện là một cửa hàng quà tặng, nhà hàng và trung tâm thương mại với Phòng trưng bày Nghệ thuật Quốc gia ở trên tầng. Gần đó là Tòa thị chính với phần tháp chuông duy nhất còn sót lại của Tòa thị chính cũ bị phá hủy năm 1820.
Toàn bộ khu phố cổ bị chia cắt bởi Con đường Hoàng gia, là con đường mà các vị vua Ba Lan diễu hành qua khi đăng cơ. Con đường này bắt đầu từ Nhà thờ Thánh Florian bên ngoài phía bắc của bức tường thành ở khu vực ngoại ô Kleparz thời Trung Cổ băng qua tiền đồn Barbican Kraków được xây dựng vào năm 1499 và đi vào Stare Miasto qua Cổng Thánh Florian. Con đường dẫn tới Phố Floriańska qua Quảng trường chính và lên Grodzka đến Wawel, là kinh đô hoàng gia cũ của Ba Lan nằm bên bờ sông Wisła.
Đến thế kỷ 19, hầu hết thành lũy của thị trấn cổ đã bị phá hủy. Những con hào bao quanh bức tường bị lấp đầy tạo thành vành đai xanh của thành phố ngày nay được biết đến là Công viên Planty.

## Lịch sử
Kraków bắt đầu được nhắc đến vào nửa sau thế kỷ thứ 9. Đến cuối thế kỷ 10, nó được sáp nhập vào vương quốc Ba Lan dưới sự cai trị của Triều đại Piast. Nó trở thành một giáo phận vào khoảng năm 1000, và khoảng thời gian đó, nó trở thành nơi trú ngụ cho các vị vua Ba Lan trong nhiều thế kỷ sau đó. Lịch sử của thành phố này xoay quanh khu phố cổ ngày nay. Tại đây, y phục của nhà vua đã được cất giữ và vào đầu thời kỳ Trung Cổ, một trường dòng đã được xây dựng.
Khoảng năm 700 sau công nguyên, các bộ lạc địa phương đã khởi xướng quá trình hình thành Nhà nước Vistulan bằng cách hợp nhất với nhau. Vô số hài cốt tại một kè đất khổng lồ một thời bao quanh đồi Wawel vẫn tồn tại cho đến ngày nay. Một chiếc rương với 4.200 rìu sắt tổng cộng nặng khoảng 4 tấn đã được tìm thấy trong tầng hầm của một ngôi nhà ở đường Kanoniczna 19.
Các giám mục cư trú tại Wawel đã mang đến bầu không khí trí tuệ mạnh mẽ. Từ thế kỷ 14, Kraków trở thành nơi đăng cơ của hoàng gia. Dưới thời Casimir III Đại đế, trường đại học Jagiellonian, một trong những trường đại học lâu đời nhất châu Âu đã được thành lập.
Năm 1386, ngai vàng trị vì Ba Lan được giao cho hoàng tử Đại vương công Lietuva Władysław Jagiełło, là hôn phu của Nữ hoàng Jadwiga. Jagiełło thành lập triều đại tiếp theo trong lịch sử Ba Lan, Triều đại Jagiellon. Kraków ngay lập tức trở thành thủ đô của một chế độ quân chủ lớn, thúc đẩy sự phát triển chính trị và văn hóa tại đây. Nhiều nghệ sĩ vĩ đại đã hoạt động tại Kraków vào thời điểm đó.

### Thời kỳ Phục hưng
Thị trấn cổ chứng kiến sự phát triển đáng kể trong thời kỳ Phục hưng. Nhà thờ chính tòa Wawel được xây dựng lại theo phong cách kiến trúc Phục hưng Ý là một ví dụ điển hình. Nữ hoàng Bona Sforza là người vợ thứ hai của Sigismund I đã yêu cầu các kiến trúc sư Bartolommeo Berrecci, Francisco the Florentian, Giovanni Maria Padovano, Santi Gucci cùng nhiều nghệ sĩ khác thực hiện công việc này. Do đó, phố Kanoniczna trở thành một phần của khu phố cổ. Nó mang nhiều đặc điểm tiêu biểu thời kỳ đó. Với sự ra đi của vị vua cuối cùng triều đại Jagiellon là Zygmunt II của Ba Lan, trung tâm chính trị của Ba Lan dần chuyển về Warzawa.

### Thời kỳ Baroque
Thời đại Baroque bắt đầu vào thế kỷ 17. Ở Ba Lan, Zygmunt III Waza trở thành người bảo trợ nghệ thuật tiêu biểu. Dưới sự chỉ đạo của ông, kiến trúc sư Giovanni Battista Trevano đã đến Kraków và thiết kế lại Nhà thờ Thánh Phêrô và Phaolô theo phong cách kiến trúc Baroque. Thời kỳ này, thị trấn cổ đã bị phá hủy hai lần khi Thụy Điển xâm lược. Đến cuối thế kỷ 17, Nhà thờ Thánh Anne được xây dựng cùng với Nhà thờ Thánh Casimir, nổi tiếng với những hầm mộ.
Trong nửa đầu của thế kỷ 18, một số tác phẩm nghệ thuật xuất sắc đã được tạo ra bởi các kiến trúc sư tài giỏi bao gồm Kacper Bażanka và Franciszek Placidi. Văn hóa của thời kỳ Baroque để lại dấu ấn lâu dài cho khu vực phố cổ cho đến tận ngày nay.

## Phố cổ ngày nay
Ngày nay, khu vực là một điểm thu hút khách du lịch từ khắp nơi trên thế giới. Trung tâm lịch sử của Kraków là một trong số những Di sản thế giới đầu tiên được UNESCO công nhận. Thiết kế kiến trúc của nó đã tồn tại qua nhiều thảm họa và biến cố lịch sử mà vẫn giữ được những nét ban đầu của một thị trấn thời Trung Cổ.
Trong suốt cả năm, khu phố cổ sôi động và sầm uất với rất nhiều khách du lịch, những người bán hoa, những hàng xe ngựa kéo chờ khách. Đặc biệt là khu vực xung quanh Quảng trường chính, một trong những quảng trường lớn nhất châu Âu được hình thành khi nó được trao quyền thị trấn theo Quyền Magdeburg vào năm 1257. Các công trình thu hút khách du lịch chính gồm Hội trường vải Kraków, Tòa thị chính, Tượng đài Adam Mickiewicz, những ngôi nhà Kamienica cũ. Khi ở gần tượng đài, du khách có thể nghe được tiếng kèn được chơi mỗi giờ từ tháp chuông cao nhất của Nhà thờ thánh Maria.
Có nhiều quán cà phê, rượu, câu lạc bộ nằm tại các tầng hầm với các vòm có từ thời Trung Cổ. Nổi tiếng nhất có thể kể đến Wierzynek, nơi diễn ra các sự kiện, buổi hòa nhạc và triển lãm nghệ thuật. Một trong những biểu tượng của thành phố này là bánh mỳ vòng xoắn Obwarzanek krakowski dễ dàng mua ở những người bán rong khu vực quanh quảng trường chính.

## Di tích kiến trúc
Phố cổ Kraków là nơi có khoảng 6.000 di tích lịch sử và hơn 2 triệu tác phẩm nghệ thuật. Sự đa dạng về kiến trúc lịch sử bao gồm các tòa nhà thời Phục hưng, Baroque và Gothic. Cung điện, nhà thờ, nhà hát và lâu đài của Kraków trưng bày rất nhiều các tác phẩm nghệ thuật đầy màu sắc, chi tiết kiến trúc, kính màu, tranh vẽ, điêu khắc và đồ đạc khác.